# Alizée
Pour les articles homonymes, voir Romy Alizée et Lyonnet.
Pour l’article ayant un titre homophone, voir Alizé (homonymie).
Alizée, de son nom complet Alizée Jacotey (née le 21 août 1984 à Ajaccio, en Corse, est une chanteuse et danseuse française. Après sa participation à l'émission Graines de star, Alizée est repérée par la chanteuse Mylène Farmer, qui lui écrit deux albums avec Laurent Boutonnat (Gourmandises et Mes courants électriques). Son premier single, Moi… Lolita, est l'un des tubes des années 2000 en France, mais aussi en Europe et en Asie. Entre 2000 et 2004, Alizée vend six millions de disques.
En 2007, Alizée devient sa propre productrice pour son troisième album, Psychédélices, qui lui permet d'asseoir sa renommée au Mexique, où elle donne une série de concerts à guichets fermés en 2008.
Après deux albums salués par la critique (Une enfant du siècle et 5), elle remporte la quatrième saison de Danse avec les stars et publie en 2014 un album en collaboration avec Pascal Obispo, Blonde, qui est un échec commercial. Depuis, elle se concentre essentiellement sur sa carrière de danseuse, notamment avec l'ouverture d'une école de danse en collaboration avec le danseur professionnel Grégoire Lyonnet.

## Biographie

### Débuts et succès deMoi... Lolita(1998-2000)
Alizée passe toute son enfance en Corse. À quatre ans, elle intègre l'école de danse de Monique Mufraggi, et participe ainsi aux galas de fin d'année de l'école, obtenant même le rôle principal d'un spectacle consacré à Pocahontas en 1995. La même année, elle remporte le concours Dessine-moi un avion parrainé par Chantal Goya : son dessin est choisi pour être reproduit sur un appareil MD 83 de la compagnie AOM. À partir de 1997, au sein de son école de danse, Alizée commence à suivre également des cours de chant et de comédie. En 1999, elle s'inscrit à l'émission Graines de star diffusée sur M6. Le 25 février 2000, elle y interprète Ma prière d'Axelle Red et est plébiscitée par le public, ce qui lui permet de se qualifier pour l'émission suivante, puis elle ne donna plus de nouvelles à la production de l’émission. Ces prestations sont alors remarquées par Mylène Farmer et Laurent Boutonnat, qui souhaitent produire ensemble une jeune interprète.
Le 4 juillet 2000, moins de trois mois après sa dernière apparition à Graines de star, paraît le premier single d'Alizée : Moi... Lolita. Le titre, écrit par Mylène Farmer et composé par Laurent Boutonnat, ne tranche pas de leur style habituel, entre un texte regorgeant de double sens et des nappes de synthé très présentes, jusqu'à la construction même de la chanson et l'esthétique du clip, signé Boutonnat. Le single, qui installe Alizée comme une lolita, reste plus de sept mois dans le Top 10 des meilleures ventes de singles en France, et participe en Europe au lancement d'une mode « Lolita » (déjà représentée internationalement par des chanteuses comme Britney Spears et Christina Aguilera) auprès des adolescentes, entraînant l'apparition de jeunes chanteuses dans les mois qui suivent, comme Lorie ou Priscilla.

### Gourmandiseset succès international (2000-2003)
Avec plus d'un million et demi de singles vendus à seize ans, Alizée publie son premier album Gourmandises le 28 novembre 2000 (toujours signé Farmer/Boutonnat), développant les mêmes thématiques de l'adolescence et des premiers émois. Le deuxième single, L'Alizé, se classe no 1 des ventes en France, et se vend à 700 000 exemplaires. Alizée place ainsi deux titres dans le Top 3 pendant deux semaines. Début 2001, elle remporte le NRJ Music Award de la Révélation francophone, après un M6 Award gagné fin 2000. Elle est également nommée dans une catégorie similaire aux Victoires de la musique (un prix finalement remporté par Isabelle Boulay) et est invitée à rejoindre la troupe des Enfoirés en 2001.
L'album Gourmandises atteint les 1 300 000 exemplaires en France, et les deux derniers extraits, Parler tout bas et Gourmandises, sont tous deux certifiés disque d'argent. Fin 2001, Alizée disparaît totalement des écrans français (à l'exception de sa deuxième participation aux Enfoirés) pour se concentrer sur la promotion internationale de Moi… Lolita : après avoir interprété ce titre aux Pays-Bas lors d'un concert à Amsterdam, elle se rend en Russie, en Allemagne, en Autriche, en Pologne, et au Royaume-Uni où elle se produit dans l'émission Top of the Pops. Moi… Lolita atteint la 1re place des ventes dans plusieurs pays (Italie, Espagne, Israël, Chine…) et Alizée remporte début 2002 le World Music Award de la meilleure exportatrice française (plus de 4 millions de disques dans le monde en un album).

### Mes courants électriquesetEn concert(2003-2004)

Logo d'Alizée, entre 2000 et 2004.

Au début de 2003, Alizée annonce son retour avec un look plus féminin (elle fête alors ses 18 ans) et évoque son souhait de se détacher de l'image de lolita pour un album aux sonorités plus rock. La promotion télévisée du premier single, J'en ai marre ! est ainsi accompagnée d'une chorégraphie qui met en valeur la féminité de la chanteuse. Cette danse sert d'ailleurs d'inspiration aux créateurs du jeu World of Warcraft pour la danse de l'Elfe de la nuit. Le single atteint la quatrième place du Top 50 en France, où il reçoit un disque d'or. Elle l'interprète notamment lors de l'Eurobest en mars, où elle rencontre Jérémy Chatelain qui s'y rend avec Star Academy 2 (et qui deviendra son mari le 6 novembre suivant, à Las Vegas). Le titre se classe également en tête des hit-parades de plusieurs pays, notamment en Corée du Sud et à Taïwan, et illustre une publicité au Japon dans laquelle Alizée participe (pour les gâteaux Elise), avec J'en ai marre ! en musique de fond (rebaptisée Mon bain de mousse).
L'album Mes courants électriques, sorti en mars 2003, est à nouveau très marqué par l'omniprésence de Mylène Farmer, qui écrit tous les titres (sur des musiques de Boutonnat) et qui dessine les tenues d'Alizée. Le disque rencontre à nouveau le succès (environ 400 000 exemplaires vendus en France), ce qui reste toutefois inférieur à celui de Gourmandises. Le clip du deuxième single, J'ai pas vingt ans !, annonce une tournée commençant le 26 août 2003 par une semaine à l'Olympia, qui affiche complet. Un troisième extrait, À contre-courant, sort en  octobre 2003, tandis qu'Alizée poursuit sa tournée en France, en Belgique et en Suisse, jusqu'au 17 janvier 2004 au Zénith de Paris.
Un album et un DVD live de la tournée sont mis en vente en novembre 2004, mais ne bénéficient d'aucune promotion, malgré l'envoi aux radios du titre Amélie m'a dit. Le DVD se classe no 1 dès sa sortie, et marque la dernière collaboration d'Alizée avec Mylène Farmer et Laurent Boutonnat.

### Maternité etPsychédélices(2005-2009)

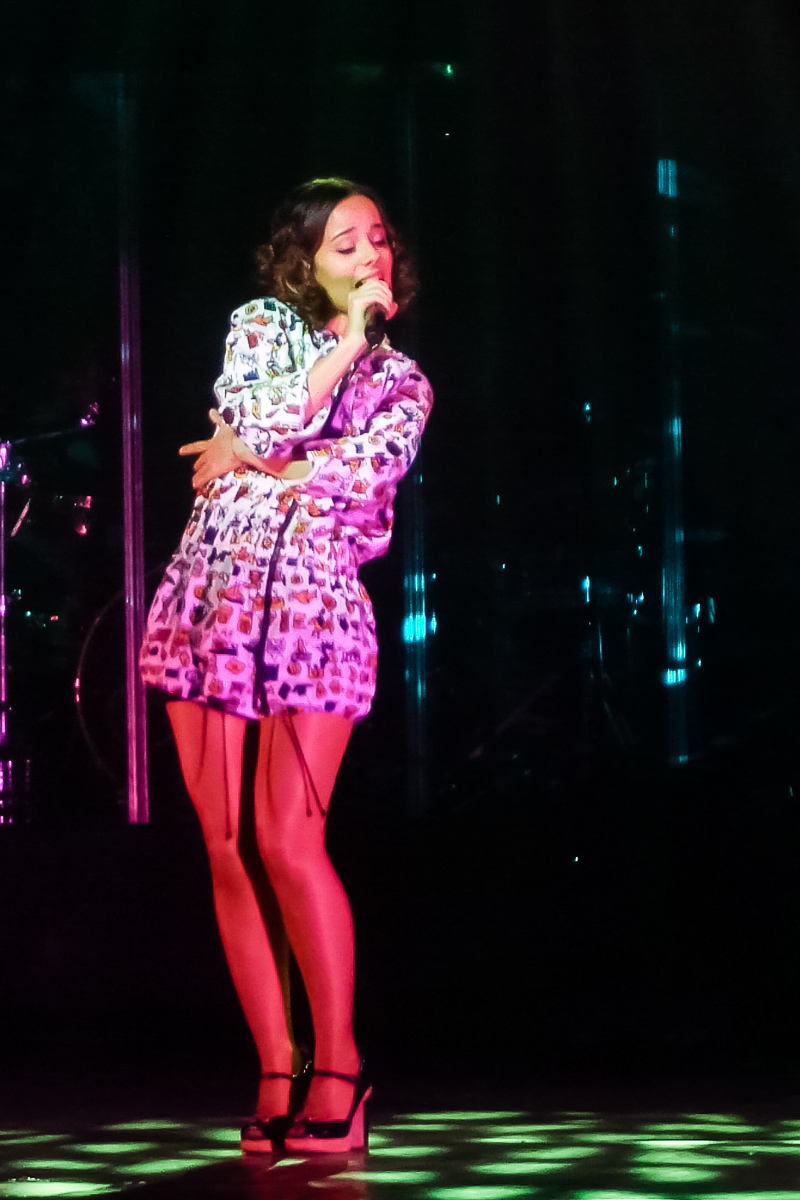
Alizée dans le Psychédélices Tour à Moscou, Russie, en 2008.

L'absence médiatique d'Alizée devient alors totale, la jeune femme étant enceinte. À l'époque en couple avec Jérémy Chatelain, elle donne naissance le 29 avril 2005 à une petite fille, Annily, et met sa carrière entre parenthèses. La presse people lui consacre toutefois plusieurs articles car le nom d'Alizée surgit, avec d'autres, parmi les faux listings de l'affaire Clearstream. Après plusieurs rumeurs annonçant un retour imminent, notamment en collaboration avec le groupe Indochine, Alizée quitte Universal pour signer chez RCA (Sony BMG) en août 2007. Entretemps, elle devient une star au Mexique, où son album En concert atteint les sommets des classements, tandis que Moi… Lolita connaît un nouveau succès en France.
Le 27 septembre 2007, est diffusé le titre Mademoiselle Juliette, premier extrait de l'album Psychédélices qui sort le 3 décembre 2007. Produit par Alizée elle-même, il comporte essentiellement des collaborations de Jean Fauque et Jérémy Chatelain, mais aussi de Oxmo Puccino, Daniel Darc ou Bertrand Burgalat.
Si l'album n'est qu'un demi-succès en France (50 000 exemplaires écoulés), Alizée rencontre un grand succès au Mexique, où Psychédélices est certifié disque d'or,. Universal édite alors le best-of Tout Alizée pour le seul marché mexicain. La promotion continue avec le titre Fifty Sixty, permettant à l'album d'atteindre les 200 000 copies dans le monde. En octobre 2008, Alizée remporte au Mexique un Luna's Award, en tant que Meilleure artiste pop internationale, devant notamment Gwen Stefani et Avril Lavigne.

### Une enfant du siècle(2010)

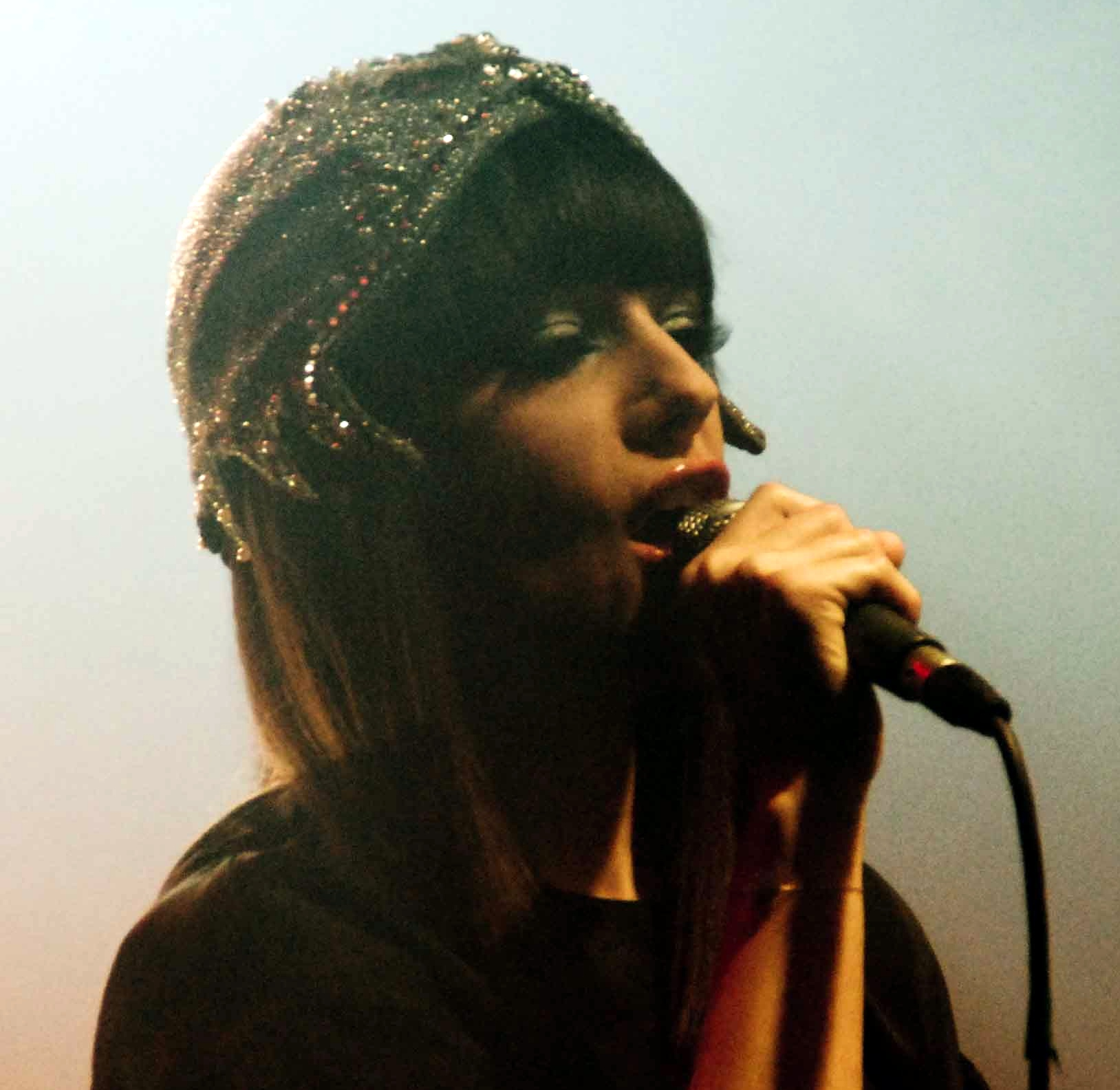
Alizée en concert au Point Éphémère, Paris, 2010.

Second album que la chanteuse réalise sans Mylène Farmer et Laurent Boutonnat, Une enfant du siècle sort le 29 mars 2010, et suit la transformation d'image entamée par Psychédélices (elle fera même la couverture de Technikart en janvier 2010, où elle pose grimée en Madonna). Pour ce faire, elle s'entoure de l'équipe du label parisien Institubes, sur une production (entre autres) du groupe électro Château Marmont.
Cet album-concept raconte par le biais d'images fantomatiques l'histoire des muses d’Andy Warhol, et plus spécialement Edie Sedgwick, enfant légendaire de la Factory morte à 28 ans d’une surdose médicamenteuse. Sur la forme comme sur le fond, la rupture est nette, Alizée expliquant vouloir réaliser une musique qui lui ressemble. Le disque est un échec commercial.

### 5etDanse avec les stars(2011-2013)
Après avoir participé à l'album de duos d'Alain Chamfort (où elle reprend Clara veut la lune) et au single Des ricochets avec une soixantaine d'artistes au profit de l'UNICEF, elle enregistre son cinquième album sous la direction de Replicant.
L'album 5, sorti le 25 mars 2013, est un retour à la variété pop, rempruntée de sons sixties inspirés de France Gall, sur lequel collaborent Thomas Boulard, Adrien Gallo et Séverin. Le premier single, À cause de l'automne, est dévoilé en juillet 2012, suivi par Je veux bien en avril 2013.
Elle enregistre également plusieurs duos : un avec Guillaume Aldebert (Mon petit doigt m'a dit, sur l'album Enfantillages 2 de ce dernier), un avec Tal (une reprise du titre Le tourbillon de la vie  de Jeanne Moreau, sur la réédition de l'album À l'infini de Tal) et un autre avec Olly Murs (la version française du single Dear Darlin').
À l'automne 2013, Alizée participe à la quatrième saison de l'émission Danse avec les stars sur TF1, aux côtés du danseur Grégoire Lyonnet, et remporte la compétition le 23 novembre 2013. En 2014, elle prolonge l'expérience Danse avec les stars en prenant part à La Tournée qui a lieu dans la plupart des Zéniths de France et de Belgique, ainsi qu'à Bercy. Elle remportera 16 shows sur les 21 dates de cette tournée.

### Blondeet pause musicale (2014-2016)

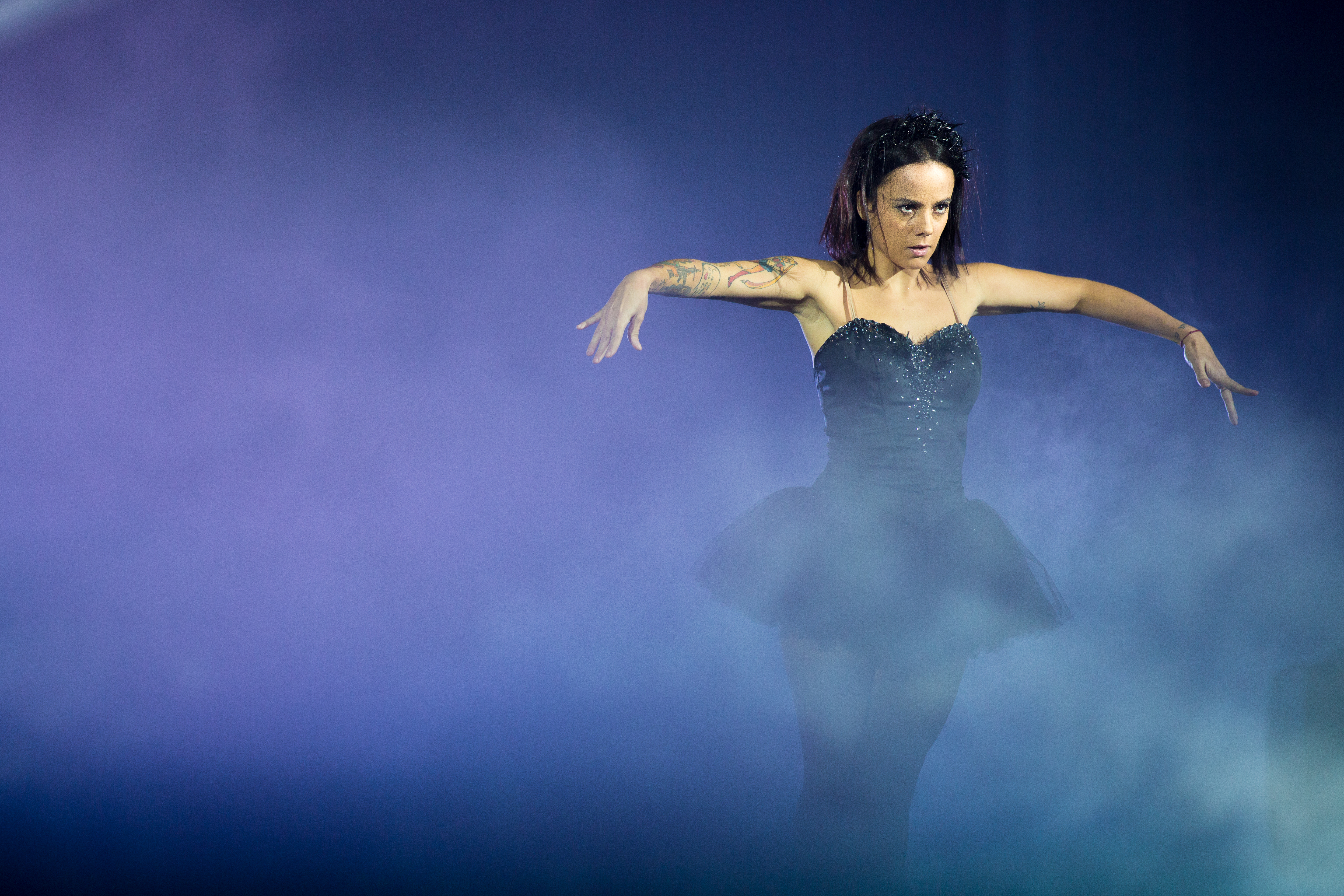
Alizée en danse contemporaine du Lac des cygnes, à la salle Galaxie d'Amnéville, 2014.

À la fin décembre 2013, la chanteuse commence à enregistrer son sixième album avec notamment la participation de Pascal Obispo, Lionel Florence et Zazie. Le premier single, Blonde, composé par Pascal Obispo lui-même, est dévoilé en mars 2014, l'album du même nom sortant quant à lui le 23 juin 2014,,. Après avoir reçu des critiques très partagées,,,,, les singles Blonde et Alcaline ne rencontrent pas le succès escompté, et la tournée prévue est annulée, faute de réservations.
En septembre 2014, elle participe au single Kiss & Love au profit du Sidaction, et annonce sa participation à la Tournée 2014-2015 de Danse avec les stars. Alizée participe également à We Love Disney 2, avec Tendre rêve, chanson choisie pour être le premier single de l'album. Cette chanson sera utilisée pour la bande originale du film Cendrillon (2015), tandis qu'Alizée travaille avec Lorie Pester sur le doublage du film Clochette et la créature légendaire, donnant sa voix à la fée Nyx.
Après avoir participé à l'émission de Danse avec les stars, Alizée commence à travailler activement en tant que danseuse dans divers spectacles, ouvrant finalement une académie de danse à Ajaccio avec son mari Grégoire Lyonnet, le AG Studio (Studio de danse Lyonnet). En octobre 2017, elle annonce vouloir mettre en pause sa carrière musicale pour revenir à ses premières amours : la danse.

### Remixeset rééditions vinyle (2018-2023)
Fin août 2018, elle annonce un retour musical sur scène pour trois dates, une en Pologne-  et deux au Mexique, le 12 octobre à Puebla et le 14 octobre à Mexico, qui seront finalement annulées,.
Cette même année, elle renoue également avec Mylène Farmer et Laurent Boutonnat en contribuant à promouvoir une jeune artiste qu'ils produisent, Julia. Elle et son époux Grégoire Lyonnet signent la chorégraphie de son premier clip S.E.X.T.O. Le 14 novembre 2018, elle sort sur les plateformes numériques une compilation des tubes de ses deux premiers albums en versions remixées, sous le titre de Remixes.
Le 11 décembre 2020, ses deux premiers albums Gourmandises et Mes courants électriques sortent pour la première fois en vinyle[pertinence contestée]. Un coffret nommé Alizée contenant six vinyles (ses deux premiers albums, les versions instrumentales, les versions anglaises de certaines chansons et les versions singles de certaines chansons) est édité à 1 000 exemplaires[source secondaire souhaitée]. En septembre 2021, Alizée fait une première apparition après la pandémie de COVID-19, en concert au YOYO Club du Palais de Tokyo à Paris, pour la réouverture de saison des Follivores[source secondaire souhaitée].
La chanteuse réédite Psychédélices et Une enfant du siècle en vinyle sous le label My Pocket Factory[source secondaire souhaitée] en décembre 2022 puis 5 et Blonde en décembre 2023[source secondaire souhaitée].

### Tournée25 ans déjà(depuis 2024)
À l'occasion des 25 ans de son album Gourmandise, Alizée revient pour deux concerts à l'Olympia les 7 et 8 septembre 2025 baptisés « 25 ans déjà » et précède ces dates de concerts à l’occasion de festivals durant l’été 2024 : Madrid (le 29 juin - Festival Love the 90’s), Nice (le 28 juin - La Kermesse Festival), Saint-Laurent-sur-Sèvre (le 19 juillet - Festival Poupée déraille), La Seyne-sur-Mer (le 2 août) et Toulouse (le 15 août), tous deux dans le cadre du festival La Kermesse.
Le 15 décembre 2024 Alizée chante Terra Corsa à Ajaccio, accompagnée de Patrick Fiori, de Jean-Charles Papi, de Francine Massiani et de Christophe Mondoloni lors de la venue du Pape François.

## Vie personnelle

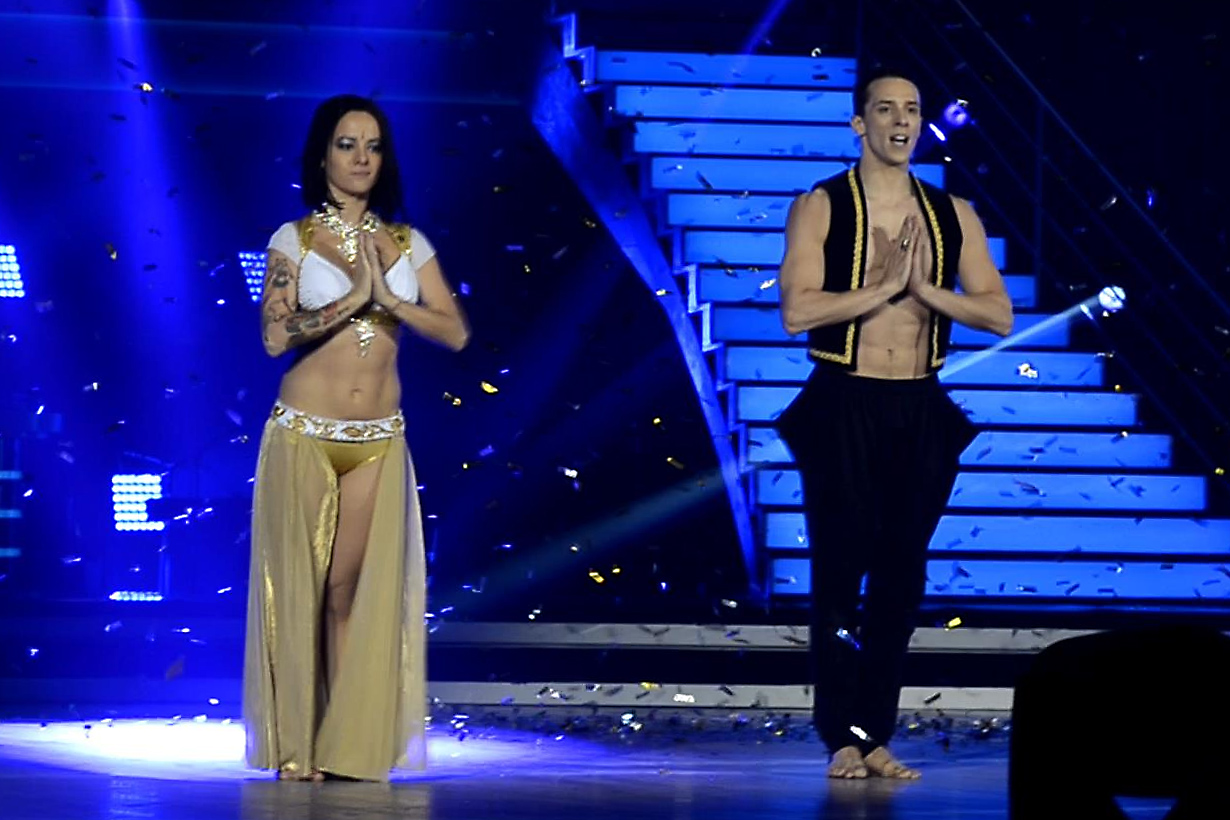
Alizée et Grégoire Lyonnet dans l'émission DALS4.

Le 25 mars 2003 à l’Eurobest à Cannes, Alizée rencontre le chanteur Jérémy Chatelain, alors en tournée promotionnelle du titre Paris Latino avec la troupe de Star Academy 2. Ils se marient à Las Vegas le 6 novembre 2003. Le 28 avril 2005, Alizée met au monde une fille nommée Annily. Ils se séparent en 2011.
Depuis fin 2013, Alizée est en couple avec le danseur Grégoire Lyonnet, son ancien partenaire de Danse avec les stars 4. Le 18 juin 2016, ils se marient à la chapelle Notre-Dame-de-la-Miséricorde à Villanova en Corse. Elle annonce sur Instagram être enceinte fin mai 2019 pour une naissance à l'automne. Sa deuxième fille, Maggy, naît alors le 24 novembre 2019.

## Environnement artistique

### Influences
|                                                                               |  |  |
| Madonna et Mylène Farmer, deux des principales influences musicales d'Alizée. |  |  |

Alizée a toujours désigné la chanteuse Madonna comme sa référence absolue[source secondaire nécessaire]. Elle reprend d'ailleurs en 2003 le titre La isla bonita au cours d'une émission télévisée, et obtient un grand succès au Mexique. Parmi ses autres influences, la chanteuse cite Mylène Farmer, Jean-Jacques Goldman, Patrick Bruel, France Gall et plus récemment Lily Allen,. Son album 5 est d'ailleurs inspiré des sons sixties propres à cette dernière, lors de sa période Serge Gainsbourg. D'autres artistes ont également influencé Alizée, à l'image d'Andy Warhol et du modèle Edie Sedgwick de la Factory, qui lui inspirent l'album concept Une enfant du siècle[source secondaire nécessaire].

### Évolution musicale
Les deux premiers albums d'Alizée sont très marqués par la présence de Mylène Farmer et Laurent Boutonnat, tant dans les mélodies que les paroles à double sens. On[Qui ?] note toutefois un côté plus adolescent dans le premier, Gourmandises, que dans Mes courants électriques… qui amorçait une transition adulte, parfois un peu plus rock.
L'album Psychédélices, premier album sans le duo Farmer/Boutonnat, semble assez influencé par certaines chansons de Gwen Stefani et Nelly Furtado, mais aussi par les premiers titres de Lio[réf. souhaitée]. L'album suivant, Une enfant du siècle est beaucoup moins commercial que les précédents, tant au niveau de l'image que du son, assez underground[source secondaire souhaitée]. L'album 5 marque une sorte de retour aux sources via des chansons de variétés, mais cette fois teintées de sons inspirés des années 1960[réf. souhaitée].

### Image publique

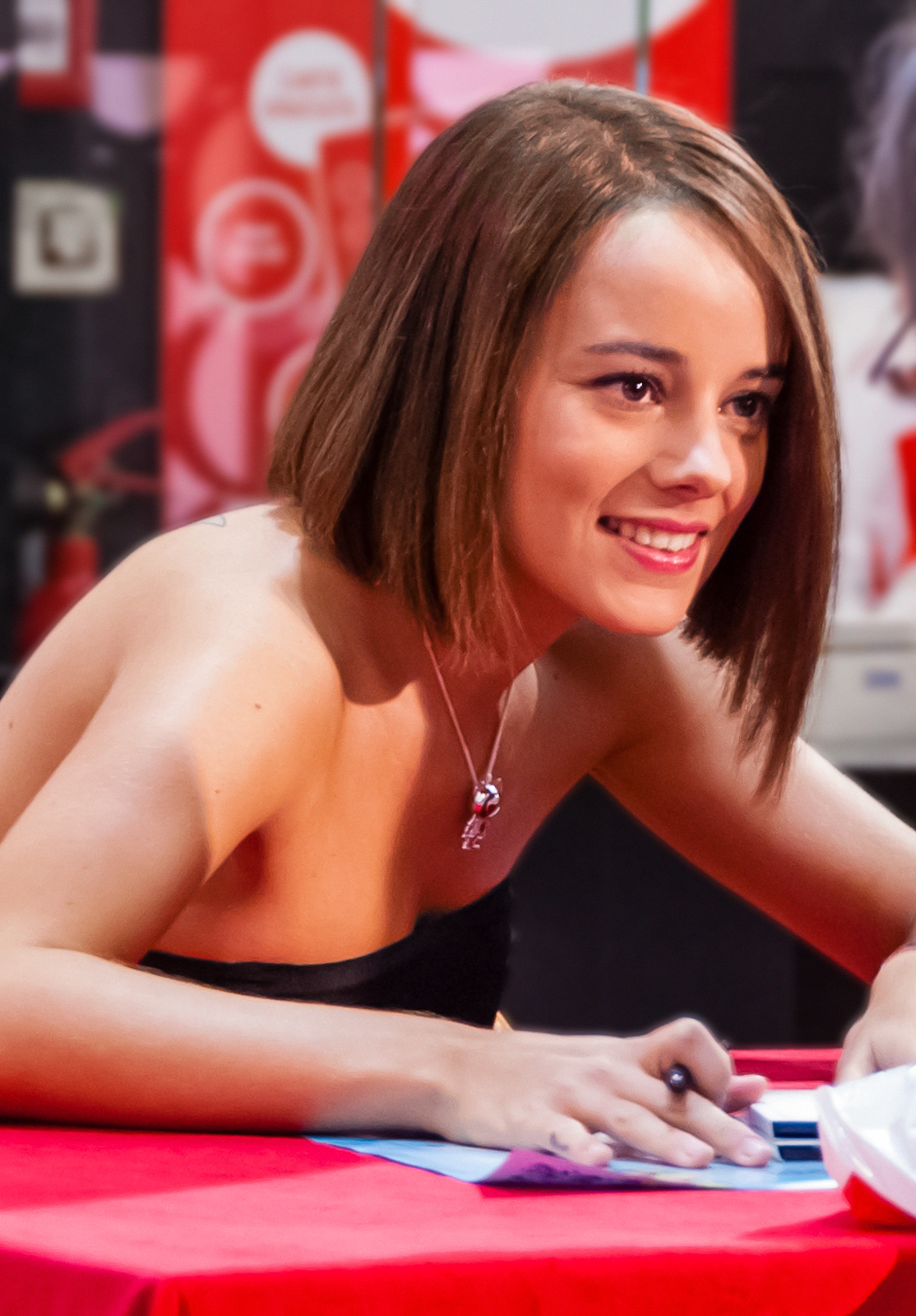
Alizée dans une séance d'autographes à Paris en 2008.

Le côté Lolita est une image qui colle à la peau de la chanteuse. Dès ses débuts, Alizée met en avant une image innocente et sexy, via notamment des tenues assez courtes, souvent dessinées par Mylène Farmer elle-même. Ce côté sexy fait d'ailleurs l'objet de vives polémiques à l'époque, dues au jeune âge de la chanteuse (polémique qui vise également les « représentantes » de la mode Lolita à l'international, comme Britney Spears ou Christina Aguilera). À partir de 2010, Alizée se fait tatouer le bras droit et le dos de tatouages colorés. Elle est d'ailleurs membre du jury du mondial du tatouage en mars 2013 à Paris aux côtés, entre autres, de Da Silva[pertinence contestée].
Au cours de sa carrière, Alizée participe à quelques campagnes de publicité, dans différents pays[source secondaire souhaitée]. En 2003, elle devient l'égérie au Japon de la marque de biscuits Elise. En 2008, elle promeut les magasins Sanborns au Mexique[réf. souhaitée]. Après avoir participé en 2011 à une campagne de publicité pour American Apparel[réf. souhaitée], elle prête son image en 2014 à Cacharel pour son parfum Amor-Amor.

## Philanthropie

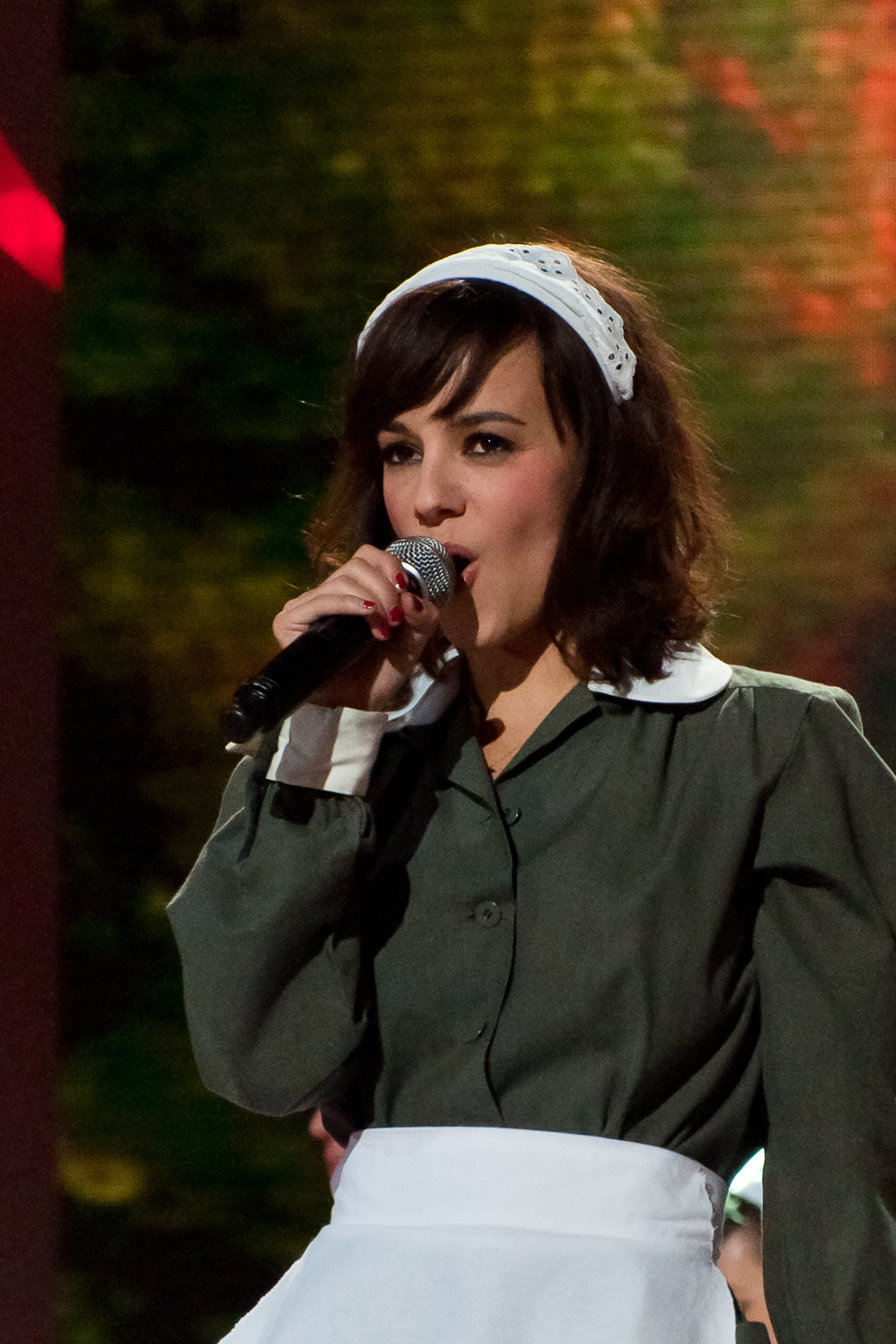
Alizée aux Enfoirés en 2011.

Depuis 2001, elle a participé huit fois à la troupe des Enfoirés de l'association caritative des Restos du cœur: en 2001, 2002 et de 2008 à 2013.
En 2011, la chanteuse contribue au Collectif Paris Africa afin de lutter contre la famine en Afrique. Elle enregistre avec 60 artistes la chanson Des ricochets et l'album Collectif Paris-Africa pour l'Unicef. En 2014, Alizée participe avec plus d'une centaine d’artistes au single Kiss and Love écrit par Pascal Obispo et Lionel Florence pour les 20 ans du Sidaction. En 2016, elle contribue au 53e Gala de l'Union des artistes, dans un numéro de dressage de fauves.

## Discographie

### Albums studio
- 2000 : Gourmandises
- 2003 : Mes courants électriques
- 2007 : Psychédélices
- 2010 : Une enfant du siècle
- 2013 : 5
- 2014 : Blonde

### Albums live
- 2001 : Les Enfoirés... L'odyssée des Enfoirés[65]
- 2002 : Les Enfoirés... Tous dans le même bateau
- 2004 : Alizée - En concert[66]
- 2008 : Les Enfoirés... Le secret des Enfoirés
- 2010 : Les Enfoirés... La crise de nerfs[67]
- 2011 : Les Enfoirés... Dans l'oeil des Enfoirés[68]
- 2012 : Les Enfoirés... Le Bal des Enfoirés[69]
- 2013 : La boîte à musique des Enfoirés

## Émissions de télévision
Cette section ne répertorie pas les émissions dans lesquelles elle est une simple invitée.
- 2000 : Graines de star sur M6 : candidate
- 2001-2002, 2008 à 2013, 2015 : spectacles des Enfoirés sur TF1 : membre de la troupe
- 2013 : Danse avec les stars (saison 4) sur TF1 : candidate et gagnante au côté de Grégoire Lyonnet
- 2013-2014 : Samedi soir on chante … sur TF1 : membre de la troupe
- 2014 : Les stars chantent Disney sur W9 : animatrice et chanteuse
- 2014 : Stars au grand air sur TF1 : participante
- 2014 : The Cover sur D8 : jurée
- 2016 : SuperKids sur M6 puis W9 : membre du jury
- 2016 : Le Meilleur Pâtissier, spécial célébrités sur M6 : candidate (gagnante)
- 2017 : 3 jours dans les pas d'un berger sur C8 : participante
- 2022 : Mask Singer (saison 4) sur TF1 : candidate sous le costume du Singe

## Filmographie

### Séries télévisées
- 2008 : Las Tontas No Van al Cielo[70] sur Canal de las Estrellas : elle-même
- 2015 : Nos chers voisins sur TF1 : Anna, une baby-sitter pour Amélie

### Doublage
- 2015 : Clochette et la Créature légendaire : voix française de Nyx[42]

## Tournées et événements en direct

### Chanteuse
| Année(s)       | Nom                  | Dates          | Albums soutenus                        | Support                            |
| Tête d'affiche | Tête d'affiche       | Tête d'affiche | Tête d'affiche                         | Tête d'affiche                     |
| -------------- | -------------------- | -------------- | -------------------------------------- | ---------------------------------- |
| 2003-2004      | En concert           | 42             | Mes courants électriques, Gourmandises | En concert                         |
| 2008-2009      | Psychédélices Tour   | 7              | Psychédélices                          | Psychédélices Mexican Tour Edition |
| 2010 - 2013    | Alizée DJ-Set        | 8              | Une enfant du siècle                   |                                    |
| 2024           | La Kermesse Festival | 3              | Tous                                   | [ 72 ]                             |
| 2024-2026      | I Gotta Feeling      | 15             |                                        | Tournée spéciale Année 2000        |
| Concert unique |                      |                |                                        |                                    |
| 2025           | 25 ans déjà          | 2              | Tous                                   | Concert Anniversaire               |

### Danseuse
- Danse avec les stars, la tournée (2013 - 2018)
- La danse fait son show (2014)
- Spectacles de l'A&G Studio de Danse à l'intérieur et hors Corse (depuis 2017)

## Distinctions
Dans sa carrière, Alizée a gagné plusieurs distinctions, récompenses et nominations à travers le monde, dont les principales sont :
| Pays / Région | Distinction                     | Année |
| France        | SACEM Prix Vincent-Scotto       | 2002  |
| France        | Médaille de la ville d'Ajaccio  | 2013  |
| France        | Trophée de Danse avec les Stars | 2013  |

| Pays / Région | Cérémonie               | Lauréat | Nomination |
| ------------- | ----------------------- | ------- | ---------- |
| Monde         | World Music Awards      | 1       | 2          |
| France        | Victoires de la musique | –       | 1          |
| France        | NRJ Music Awards        | 2       | 1          |
| France        | La Chanson de l'année   | –       | 2          |
| Royaume-Uni   | NME Awards              | 1       | –          |
| Russie        | Hit FM Awards           | 1       | –          |
| Mexique       | Lunas del Auditorio     | 1       | –          |